# Goleniów (gmina)

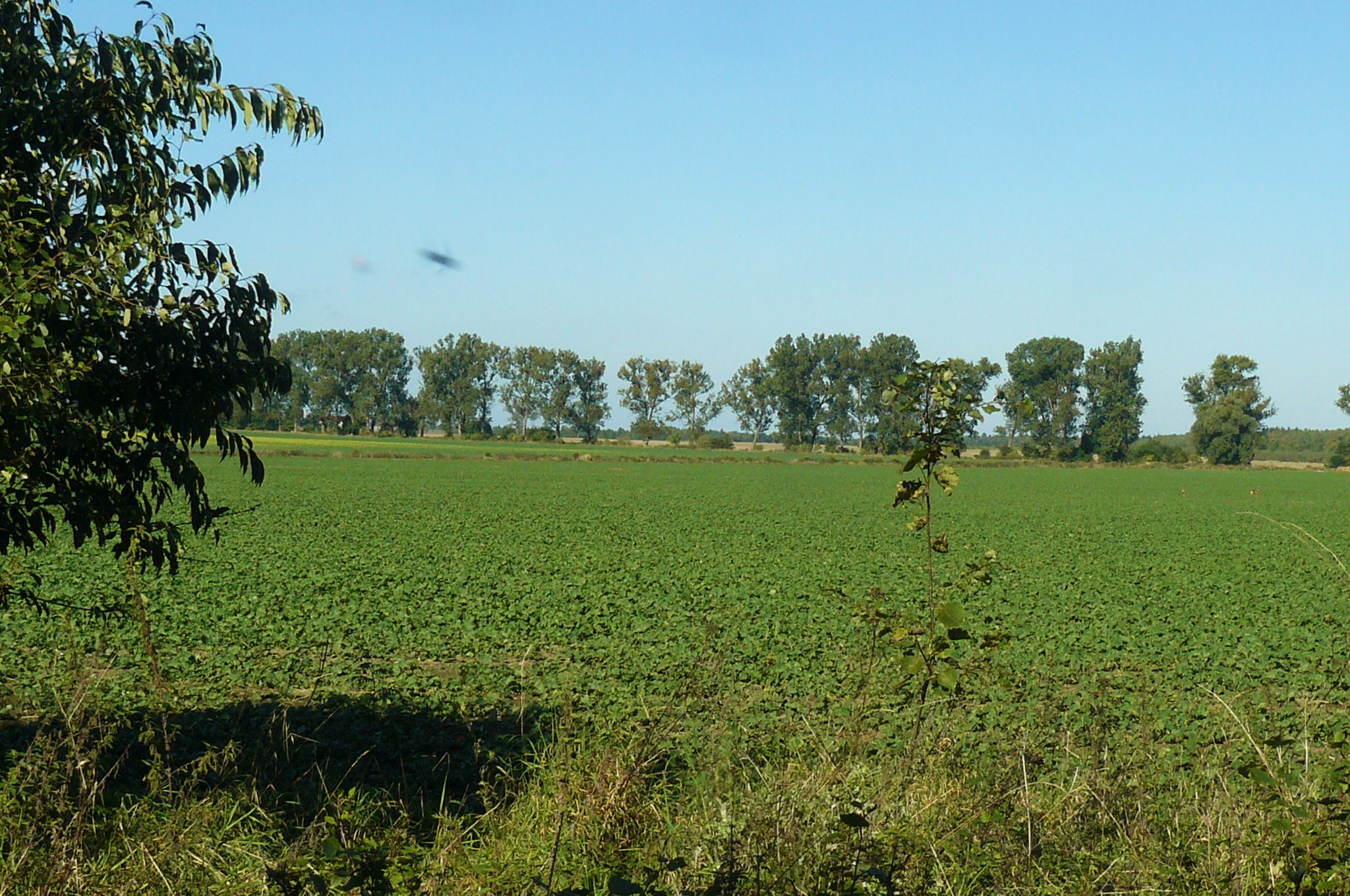
Krajobraz gminy

Goleniów – gmina miejsko-wiejska położona w zachodniej części województwa zachodniopomorskiego, w powiecie goleniowskim. Siedzibą gminy jest miasto Goleniów.
Gmina uzyskała 2. miejsce w rankingu samorządów Rzeczypospolitej za 2007 r. (w kategorii miast i gmin miejsko-wiejskich). Rok wcześniej gmina uzyskała 16. miejsce.

## Położenie
Gmina znajduje się w zachodniej części województwa zachodniopomorskiego, w południowo-zachodniej części powiatu goleniowskiego. Gmina stanowi 27,4% powierzchni powiatu. Jest to największa ze wszystkich gmin powiatu, zarówno pod względem liczby ludności jak i pod względem powierzchni.
Gmina położona jest na terenie trzech krain geograficznych: Doliny Dolnej Odry (tereny bagniste, wzdłuż jeziora Dąbie i rzeki Odry), Równiny Goleniowskiej porośniętej Puszczą Goleniowską oraz Równiny Nowogardzkiej – pagórkowatej krainy rolniczej.
Sąsiednie gminy:
- Szczecin (miasto na prawach powiatu)
- Maszewo, Osina, Przybiernów i Stepnica (powiat goleniowski)
- Police (powiat policki)
- Kobylanka i Stargard (powiat stargardzki)

Do 31 grudnia 1998 r. wchodziła w skład województwa szczecińskiego.

## Demografia

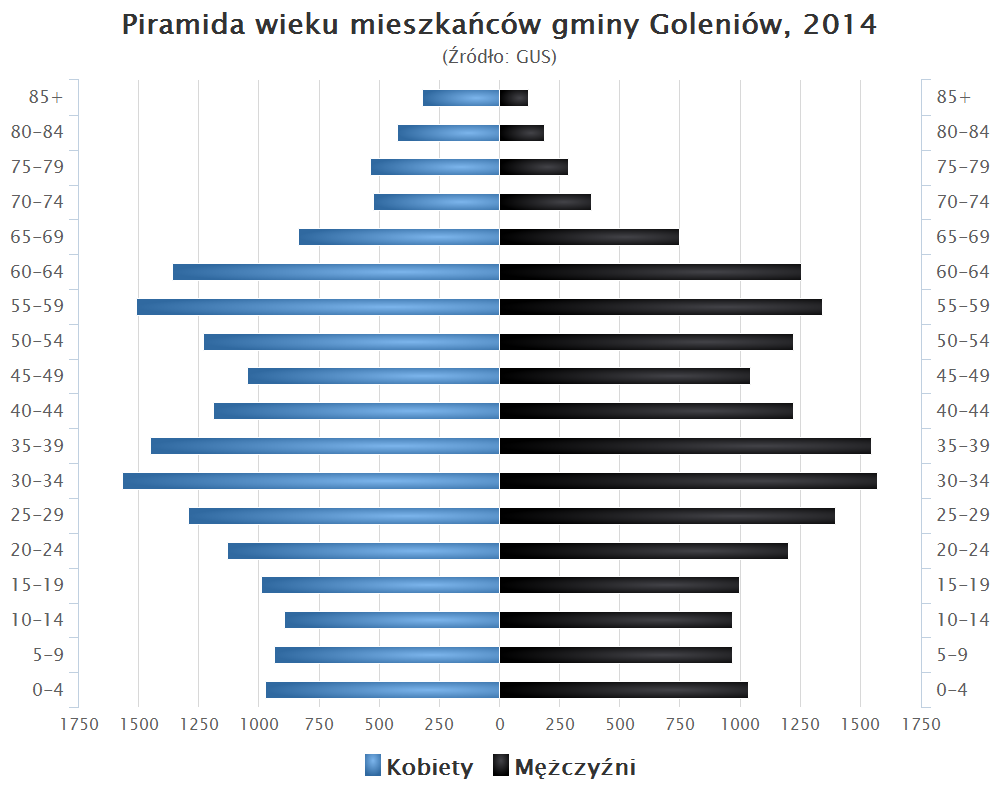
Piramida wieku mieszkańców gminy Goleniów w 2014 roku

Struktura demograficzna mieszkańców gminy Goleniów według danych z 31 grudnia 2007:
| Opis                                | Ogółem | Ogółem | Kobiety | Kobiety | Mężczyźni | Mężczyźni |
| ----------------------------------- | ------ | ------ | ------- | ------- | --------- | --------- |
| Jednostka                           | osób   | %      | osób    | %       | osób      | %         |
| Populacja                           | 33 577 | 100    | 17 259  | 51,4    | 16 318    | 48,6      |
| Wiek przedprodukcyjny (0–17 lat)    | 6939   | 20,67  | 3441    | 10,25   | 3498      | 10,42     |
| Wiek produkcyjny (18–65 lat)        | 22 320 | 66,47  | 10 830  | 32,25   | 11 490    | 34,22     |
| Wiek poprodukcyjny (powyżej 65 lat) | 4318   | 12,86  | 2988    | 8,9     | 1330      | 3,96      |

Gminę zamieszkuje 42,4% ludności powiatu. Na 1 km² przypada 76,2 osób - tym samym jest to gmina o największej gęstości zaludnienia w powiecie.

## Gospodarka
Na obszarze gminy ustanowiono podstrefę Goleniów – Kostrzyńsko-Słubickiej Specjalnej Strefy Ekonomicznej, która obejmuje 10 kompleksów o łącznej powierzchni 64,78 ha, położone na południowy zachód od Goleniowa przy wsi Łozienica. Przedsiębiorcy podejmujący działalność gospodarczą na terenie podstrefy mogą skorzystać ze zwolnienia z części podatku dochodowego CIT lub części dwuletnich kosztów pracy.

### Przemysł
Największe zakłady przemysłowe w gminie:
- w Goleniowie: fabryki mebli, zakłady drzewne, chemiczne i opakowań blaszanych
- w Łozienicy: kilkanaście zakładów i fabryk przemysłowych zorganizowanych pod nazwą Goleniowski Park Przemysłowy; część Parku jest objęta podstrefą Kostrzyńsko-Słubickiej Specjalnej Strefy Ekonomicznej; ulokowane tu są firmy, które zajmują się montażem sprzętu komputerowego, łopat dla siłowni wiatrowych, produkcją żywności, przetwórstwem rolnym, produkcją przędzy dywanowej, tapet, artykułów higienicznych oraz naczep dla ciągników siodłowych, kadłubów do jachtów, drabin i konstrukcji z aluminium
- w Danowie: zakłady drzewne
- w Kliniskach Wielkich: zakłady papiernicze i piekarskie.

## Przyroda i turystyka
Na obszarze gminy znajduje się rezerwat florystyczny Uroczysko Święta. Przez gminę i miasto przepływa rzeka Ina dostępna dla kajaków, a przez południową część prowadzą szlaki turystyczne po Puszczy Goleniowskiej. Tereny leśne zajmują 48% powierzchni gminy, a użytki rolne 38%.

## Komunikacja

### Transport drogowy
Przez gminę prowadzi droga ekspresowa S3 łącząca Świnoujście ze Szczecinem, droga ekspresowa S6 w kierunku Koszalina i Gdańska oraz drogi wojewódzkie nr 111 od węzła Goleniów Zachód (S3) do Recławia oraz nr 113 od portu lotniczego do Maszewa.
Planowana jest budowa Zachodniego Obejścia Szczecina (S6) przez Police do Kołbaskowa.

### Transport kolejowy
Goleniów uzyskał połączenie kolejowe w 1882 r. po połączeniu miasta ze Szczecinem. 10 lat później wydłużono linię do Wolina Pomorskiego, a do 1900 r. jeszcze do Świnoujścia. Odcinek Szczecin- Goleniów został zelektryfikowany w 1979 r., a pozostała część rok później. Także w 1882 r. otwarta została linia kolejowa do Kołobrzegu przez Gryfice, w 1899 r. wydłużona do Koszalina, do Kołobrzegu niezelektryfikowana. Trzecią linią z Goleniowa była otwarta w 1903 r. linia do Maszewa, w 1992 r. zamknięto na niej ruch pociągów. Obecnie w gminie czynnych jest 7 przystanków kolejowych: Kliniska, Rurka, Goleniów Park Przemysłowy, Goleniów i Białuń na trasie do Świnoujścia oraz Mosty i Port Lotniczy Szczecin Goleniów w kierunku Kołobrzegu. Wszystkie obejmuje swoim zasięgiem Szczecińska Kolej Metropolitalna.

### Transport lotniczy
W okolicach wsi Glewice (ok. 5 km od Goleniowa) znajduje się port lotniczy Szczecin-Goleniów.

### Łączność
W gminie czynnych jest 6 urzędów pocztowych: Goleniów 1 (nr 72-100), Goleniów 3 (nr 72-101), Goleniów 4 (nr 72-102), Lubczyna (nr 72-105), Kliniska Wielkie (nr 72-123) oraz Mosty (nr 72-132).

## Zabytki
- kościół św. Katarzyny w Goleniowie, styl gotycki
- mury miejskie w Goleniowie
- Brama Wolińska w Goleniowie
- baszta mennicza w Goleniowie
- baszta prochowa w Goleniowie
- spichlerz w Goleniowie
- ruiny kaplicy św. Jerzego w Goleniowie
- kościół ryglowy w Miękowie
- kościół ryglowy w Podańsku
- kościół ryglowy w Glewicach
- pałac w Mostach
- kościół gotycki w Mostach
- ruiny kościoła gotyckiego w Tarnówku

## Miejscowości[10]

### Miasto
Goleniów
Części miasta
Białomącze, Budzisław, Centrum, Chochołki, Ciechno, Helenów, Jawornik, Kępki, Mikorzyn, Piskorze, Skórnica, Strzałkowo, Wyk, Wygonki, Zarosty, Zielone Wzgórze (osiedle) i Złodziejowo

### Wsie
Białuń, Bolechowo, Borzysławiec, Budno, Burowo, Czarna Łąka, Danowo, Glewice, Imno, Kąty, Kliniska Wielkie, Komarowo, Krępsko, Lubczyna, Łaniewo, Łozienica, Marszewo, Miękowo, Modrzewie, Mosty, Niewiadowo, Podańsko, Pucice, Rurzyca, Stawno, Święta, Tarnowiec, Tarnówko (wieś), Wierzchosław, Załom, Żdżary i Żółwia Błoć

### Osady
Bącznik, Bolesławice, Bystra, Domastryjewo, Gniazdowo, Ininka, Kamieniska, Kępy Lubczyńskie, Krzewno (osada), Łęsko, Mosty-Osiedle, Pucie, Rurka, Twarogi i Zabród

### Osady leśne
Grabina, Krzewno (osada leśna), Niedamierz, Pucko, Tarnówko (osada leśna)

### Przysiółki
Żółwia

### Części miejscowości
Dobroszyn, Warcisławiec

### Niestandaryzowane nazwy miejscowości[11]
Budno-Kolonia, Danowo-Majorka, Dębniki, Iwno, Jasiny, Kliniska Małe, Kłosowice, Kolonia Żółwia Błoć, Marszewo-Kolonia, Marszewo-Wybudowanie, Nadrzecze, Przepiórki, Przerośliny, Smolniki, Smolno, Strumiany-Leśniczówka, Trzebuskie Łęgi, Zaborze, Zamęcie i Żdżary-Kolonia (Stare Żdżary)

### Miejscowości nieistniejące[12]
Burówko, Czołpino, Dębolesie, Inina, Inoujście, Janiszewo, Jedliny, Kalikowice, Kiełpinek, Kiełpinica, Kolonia Kamieniska, Łękinia, Marłecz, Mokrzenica, Pątlica, Raduń, Roztocze, Rybaki Lubczyńskie, Rzęśnica, Starbiszewo, Trawica, Trzebuń, Załąki Małe, Załąki Wielkie, Zdrojewo, Zgorznica.

## Administracja i samorząd
W 2016 r. wykonane wydatki budżetu gminy Goleniów wynosiły 152 mln zł, a dochody budżetu 162 mln zł. Zobowiązania samorządu (dług publiczny) według stanu na koniec 2016 r. wynosiły 40 mln zł, co stanowiło 24,7% poziomu dochodów.
Gmina Goleniów posiada 33 sołectwa.
SołectwaBiałuń, Bolechowo, Borzysławiec, Budno, Burowo, Czarna Łąka, Danowo, Glewice, Imno, Kąty, Kliniska Wielkie, Komarowo, Krępsko, Lubczyna, Łaniewo, Łozienica, Marszewo, Miękowo, Modrzewie, Mosty, Mosty-Osiedle, Niewiadowo, Podańsko, Pucice, Rurzyca, Stawno, Święta, Tarnowiec, Tarnówko, Wierzchosław, Załom, Żdżary i Żółwia Błoć

## Gminy partnerskie
- Bergen auf Rügen, Greifswald, Gurjewsk, Opmeer, gmina Pyrzyce, Svedala[potrzebny przypis]